# Вршевце (Липљан)
Вршевце (алб. Vërshec) је насеље у општини Липљан, Косово и Метохија, Република Србија.

## Географија
Вршевце се налази на 643 метара надморске висине, и то на координатама 42° 31′ 21" северно и 21° 0′ 34" источно.
Налази се на двадесет и један километар од Приштине.

## Демографија
| Етнички састав према попису из 1981.‍ | Етнички састав према попису из 1981.‍ | Етнички састав према попису из 1981.‍ | Етнички састав према попису из 1981.‍ | Етнички састав према попису из 1981.‍ |
| ------------------------------------ | ------------------------------------ | ------------------------------------ | ------------------------------------ | ------------------------------------ |
|                                      |                                      |                                      |                                      |                                      |
| Албанци                              | Албанци                              |                                      | 744                                  | 100,00%                              |

| Демографија | Демографија | Демографија |
| Година      | Становника  | Становника  |
| ----------- | ----------- | ----------- |
| 1948.       | 294         |             |
| 1953.       | 334         |             |
| 1961.       | 427         |             |
| 1971.       | 556         |             |
| 1981.       | 744         |             |
| 1991.       | 953         |             |